# 6743 Liu
A 6743 Liu (ideiglenes jelöléssel 1994 GS) a Naprendszer kisbolygóövében található aszteroida. Kin Endate és Vatanabe Kazuró fedezte fel 1994. április 8-án.